# Marco Pašalić
Pour les articles homonymes, voir Pašalić.
Ne doit pas être confondu avec le footballeur croate Mario Pašalić.
Marco Pašalić, né le 14 septembre 2000 à Karlsruhe en Allemagne, est un footballeur international croate, qui possède aussi la nationalité allemande. Il joue au poste d'ailier au Orlando City SC.

## Biographie

### En club
Marco Pašalić est formé au SV Sandhausen, au Karlsruher SC, au SG Siemens puis au TSG Hoffenheim.
En 2021, il rejoint le Borussia Dortmund dans l'optique de jouer avec son équipe réserve. Le 17 août 2021, il joue son premier match avec l'équipe première dans le cadre de la Supercoupe d'Allemagne contre le Bayern Munich. Il entre en jeu à la place de Giovanni Reyna à douze minutes du terme de la rencontre perdue 3-1. Il dispute un seul autre match avec l'équipe première du BVB, le 8 novembre 2022 contre VfL Wolfsburg en Bundesliga.
En 2023, il rallie le HNK Rijeka, signant un contrat de quatre saisons. Il inscrit trois buts lors de trois tours successifs de qualification à la Ligue Europa Conférence, dont un lors du barrage perdu face au LOSC Lille.
Le 5 février 2025, il rejoint Orlando City pour trois saisons plus une en option, en qualité de joueur désigné.

### En sélection
Le 18 novembre 2023, Marco Pašalić honore sa première sélection en équipe de Croatie contre la Lettonie en qualifications à l'Euro 2024,. Il est convoqué par Zlatko Dalić pour participer à l'Euro 2024.